# Altalena (basculante)

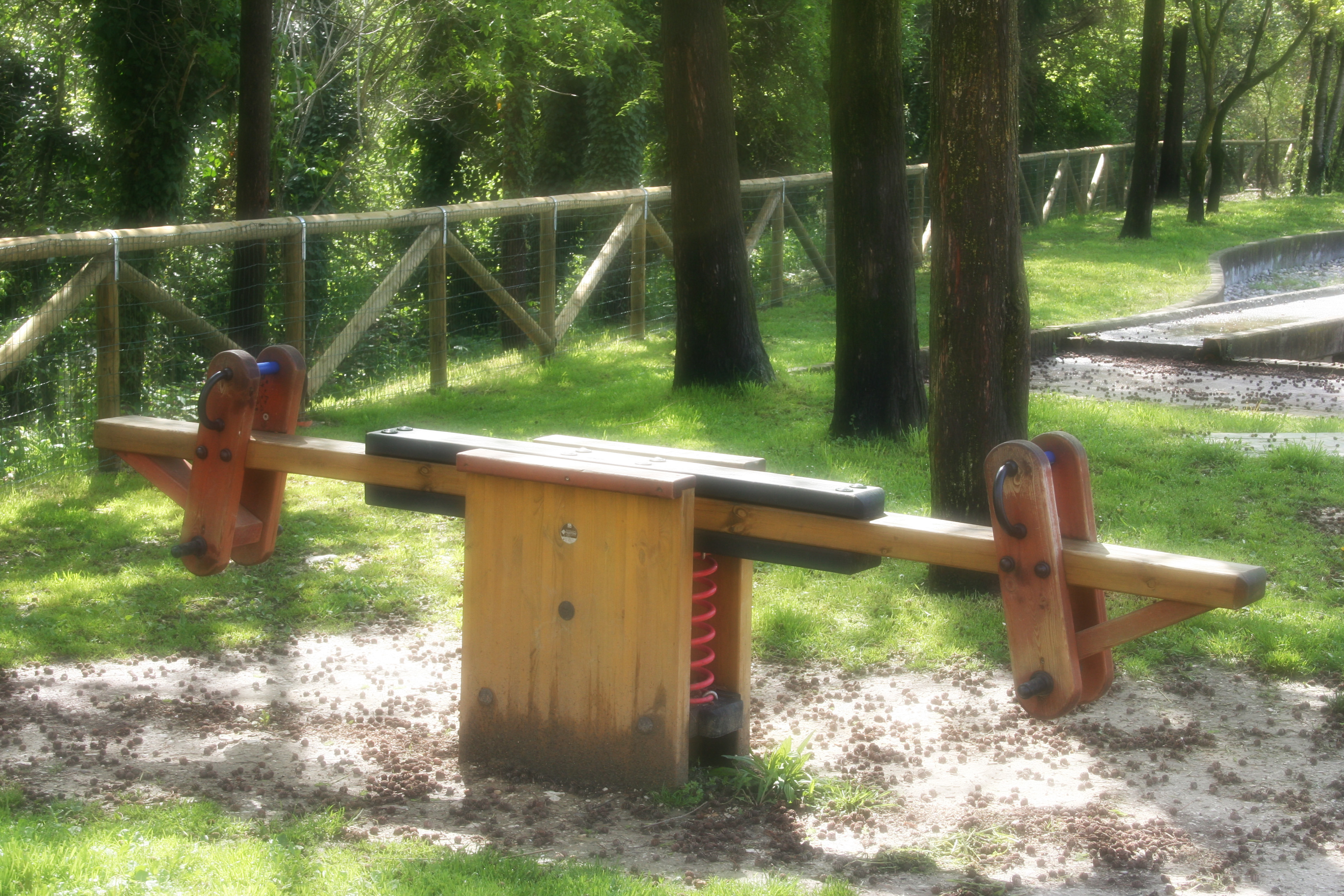
Altalena a bilico in legno in un parco soleggiato

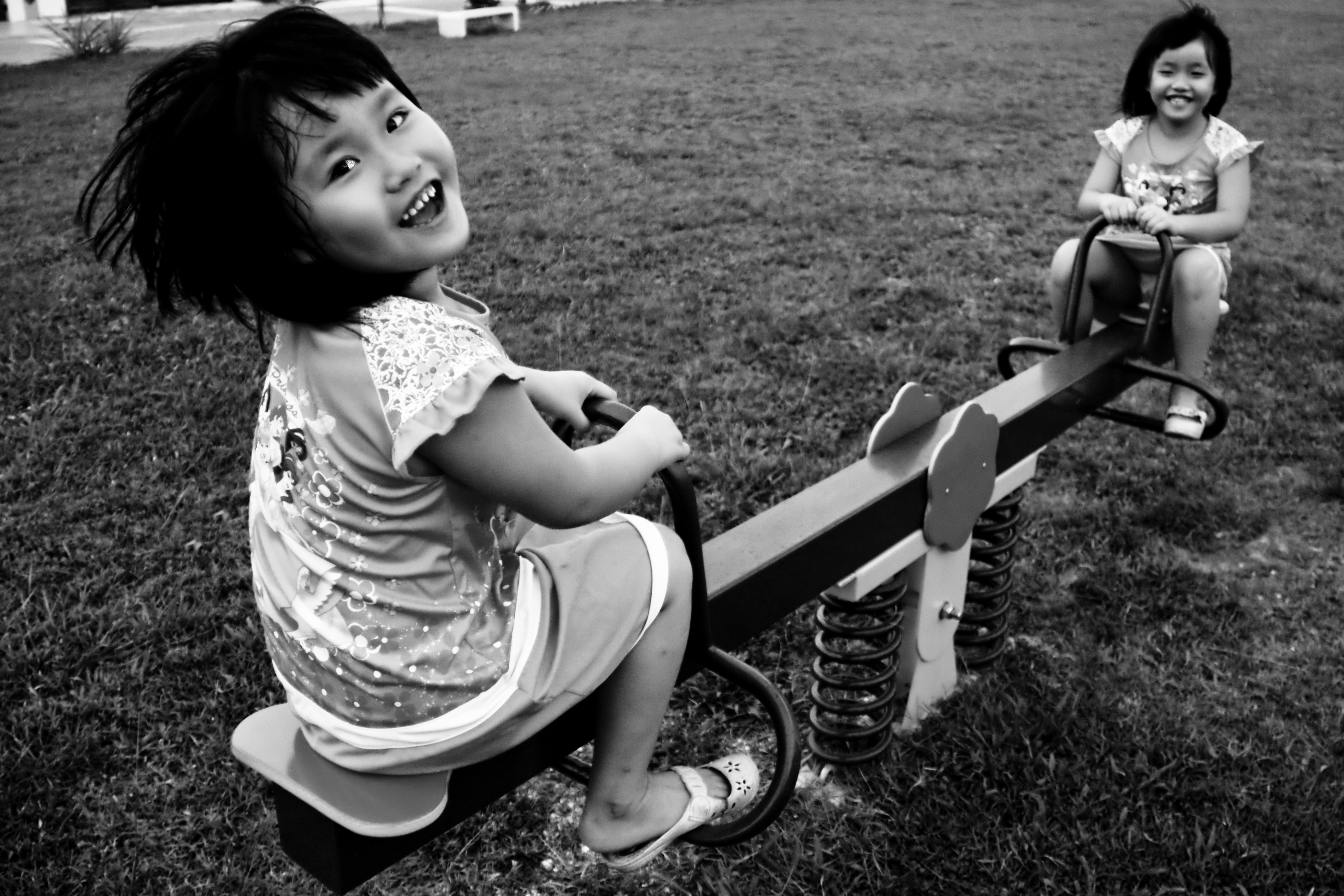
Due bambine sorridenti giocano su un'altalena a bilico

L'altalena, o dondolo, (in Svizzera anche bilzo balzo) è un tipico gioco da esterno basato su un movimento basculante impresso generalmente da una coppia di bambini posti sugli estremi di un asse a fulcro centrale; esistono anche altalene dotate di molle centrali in grado garantire il movimento anche a un soggetto solo. È altresì conosciuta come altalena a carosello e altalena a bilico, per indicarne il movimento basculante.

## Descrizione
La forma più diffusa nei parchi giochi è costituita da un'asse che si bilancia su un fulcro centrale piantato nel terreno. Le persone si siedono agli estremi degli assi e si alternano nello spingere coi piedi, per sollevare nell'aria chi è seduto all'altra estremità. Generalmente sono presenti dei sostegni per tenersi con le mani o le gambe. L'urto dovuto ad un'estremità di un asse che si libera bruscamente (per esempio se uno dei due giocatori si alza repentinamente) ha fatto sì che alcune altalene basculanti siano montate su molle o su una superficie morbida, come schiuma o trucioli di legno. Alcune altalene sono costruite per avere la forma di altri oggetti, come aeroplani, elicotteri o animali.
A volte, le altalene sono usate per altri fini che il semplice divertimento, come per aiutare un processo meccanico. In Colombia, vi sono altalene che usano la forza dei bambini che giocano per attivare una pompa ad acqua.